# Abdoulaye Bamba
Abdoulaye Bamba (* 25. April 2000 in Abidjan) ist ein ivorischer-italienischer Fußballspieler, der aktuell beim SCO Angers und der ivorischen Nationalmannschaft spielt.

## Karriere

### Verein

#### Jugend bei Juventus Turin
Bamba begann seine fußballerische Ausbildung bei Salus, wechselte aber schnell in die Jugendakademie von Juventus Turin. In der Saison 2007/08 kam er 24 Mal zum Einsatz in der Jugendliga. Außerdem gewann er mit der U19 die Supercoppa Primavera. In der Folgesaison spielte er 18 Mal in der Campionate Primavera Girone A. Außerdem gewann er mit der alten Dame den Viareggio. 2009/10 spielte er in 20 Primavera-Spielen und verteidigte mit der U19 den Viareggio.

#### FCO Dijon
Im Sommer 2010 wechselte Bamba ablösefrei in die Ligue 2 zum FCO Dijon. Sein Debüt gab er am 17. September 2010 (7. Spieltag) gegen den FC Évian Thonon Gaillard, als er in der Startelf stand und sein Team mit 5:1 gewann. In der gesamten Saison 2010/11 kam er zu 24 Ligaeinsätzen, wobei er ein Tor vorlegte. Am Ende der Saison stieg er mit Dijon in die Ligue 1 auf. Sein Ligue-1-Debüt gab er am 27. August 2011 bei einem 1:0-Auswärtssieg über den anderen Aufsteiger FC Évian Thonon Gaillard. Auch in dieser Saison gelang ihm in 24 Ligaspielen eine Vorarbeit. Nach Abschluss der Saison stand Dijon auf Tabellenplatz 19 und stieg somit nach einer Saison in der Erstklassigkeit direkt wieder ab. In der Saison 2012/13 kam Bamba zu 26 Einsätzen und erneut einem Assist. In der Folgesaison war er bei Dijon nur noch zweite Wahl in der Außenverteidigung und spielte daher nur 16 Mal in der Ligue 2. Allerdings konnte er am 20. September 2013 (7. Spieltag) seinen ersten Treffer erzielen, als er beim 2:0 gegen den FC Tours das Führungstor erzielte. In der darauf folgenden Spielzeit 2014/15 war er wieder gesetzt und spielte 33 Ligapartien. In der Folgesaison schoss er einen Treffer in 27 Ligue-2-Spielen und landete mit Dijon am Ende der Saison auf Platz zwei und stieg somit ein zweites Mal mit den rot-weißen auf. Der Vertrag mit Bamba, der diesen Sommer 2016 auslief, wurde allerdings nicht verlängert und Bamba war vereinslos.

#### SCO Angers
Erst im Januar 2017 unterschrieb er beim SCO Angers einen Vertrag bis Sommer 2020. Sein Debüt für Angers in der Ligue 1 gab er am 14. Januar 2017 (20. Spieltag) gegen Girondins Bordeaux. In dieser Rückrunde der Saison 2016/17 spielte er achtmal und lieferte zwei Vorlagen. Im Pokal schaffte er es mit Angers bis ins Finale, verlor dies jedoch gegen Paris Saint-Germain. In der Folgesaison gehörte er nicht zu der Stammelf und lief nur 18 Mal in der Saison auf. In der Saison 2018/19 spielte er bereits 30 Mal und konnte vier Tore vorlegen. In der darauf folgenden Saison war er wieder nicht gesetzt und spielte überwiegend in der Zweitmannschaft. In der Folgesaison kam er wieder öfters zum Einsatz, war aber wieder nicht Stammspieler.

### Nationalmannschaft
Bamba debütierte für die ivorische Nationalmannschaft am 20. Mai 2016 bei einem Testspiel-Unentschieden gegen Ungarn. Bis März 2019 kam er vier Mal für die Elfenbeinküste zum Einsatz.

## Spezielles
Bamba ist der Cousin der Fußballspieler Moise Kean, Giovanni Kean Dossè und Massimo Goh.

## Erfolge
Juventus Turin
- Supercoppa Primavera: 2007
- Viareggio Cup: 2009, 2010

FCO Dijon
- Aufstieg in die Ligue 1: 2011, 2016

SCO Angers
- Zweiter der Coupe de France: 2017